# Glaukos von Chios
Glaukos von Chios (griechisch Γλαῦκος; um 700 v. Chr.) war ein antiker griechischer Toreut (Metallarbeiter). Er gilt der Überlieferung zufolge als Erfinder der Lötkunst, beziehungsweise des Eisenschweißens. Nach Hieronymus soll er die Lötkunst im vierten Jahr der 21. Olympiade, also 693/692 v. Chr. erfunden haben. Zuvor wurden Verzierungen entweder festgenietet oder geklammert.
Glaukos stammte gebürtig aus Chios und man zählte ihn zur samischen Schule. Sein Name und die Beschreibung seines wohl herausragenden Werkes ist von mehreren antiken Schriftstellern überliefert. Heute sind keine bekannten Werke mehr überliefert. Er ist insbesondere für eine zweiteilige Arbeit bekannt. Nachdem Alyattes II., der König von Lydien (regierte 605–561 v. Chr.), nach einer schweren Krankheit wieder genesen war, beauftragte er Glaukos mit der Schaffung eines Kraters aus Silber auf einem Ständer aus Eisen. Während der Krater für die Verfasser der schriftlichen Überlieferung schon nicht mehr fassbar war, war der Ständer noch erhalten. Laut einer Signatur-Inschrift rühmte sich Glaukos hier, der Erfinder des Schweißens von Eisen zu sein. Damit wäre er in der Technikgeschichte von nachhaltiger Bedeutung, doch war das Eisenschweißen schon seit dem 15. Jahrhundert v. Chr. in Kleinasien bekannt. Dennoch machte der kunstfertig gestaltete und mit vielen kunstvoll gestalteten Ornamenten und Figuren (Tiere, Insekten, Pflanzen) verzierte Ständer einen großen Eindruck auf die Betrachter in der Antike. Pausanias beschreibt den Ständer als durch Stege miteinander verbunden und an den oberen Füßen nach außen gebogen.